# Robert Coover
Robert Lowell Coover (Charles City, Iowa, 4 de febrero de 1932-Warwick, Inglaterra, 5 de octubre de 2024) fue un escritor y profesor universitario estadounidense.

## Biografía
Robert Coover asistió a la Universidad del Sur de Illinois Carbondale, se licenció en Estudios eslavos en la Universidad de Indiana (1953) y obtuvo un máster en Humanidades por la Universidad de Chicago (1965). Ha sido profesor de las universidades de Iowa y de Princeton y es profesor emérito de la Universidad Brown (Providence), donde impartió cursos de escritura electrónica y narrativa multimedia, coordinó el programa «Freedom to Write» y desarrolló «Cave Writing», un taller sobre escritura hipertextual en un entorno inmersivo de realidad virtual.
Después de estar destinado en la Guerra de Corea en la Armada de Estados Unidos, comenzó su carrera literaria en los años 1960. Su bibliografía incluye una colección de cuentos, Pricksongs and Descants (1969); una colección de obras de teatro, A Theological Position (1972), y varias novelas, como The Origin of the Brunists (1966, El origen de los brunistas), su primera obra y ganadora del premio William Faulkner; The Public Burning (1977, una novela sobre el macartismo y la ejecución de Ethel y Julius Rosenberg, publicada por primera vez en español por Pálido Fuego en 2014 bajo el título de La hoguera pública), nominada al Premio Nacional del Libro, Spanking the maid (1982, Azotando a la doncella); Gerald’s Party (1986, La fiesta de Gerald); Pinocchio in Venice (1991, Pinocho en Venecia); Zarzarrosa (1997); Ghost Town (1998, publicada en 2015 en español por Galaxia Gutenberg bajo el título Ciudad Fantasma); Noir (2010); The brunist day of wrath (2014) y Huck out west (2017). En 1992 publicó un celebrado artículo sobre el hipertexto, «The End of Books», en The New York Times Book Review, que impulsó la literatura electrónica alrededor del mundo. Su obra más reciente es Huck Out West (2017).
Es cofundador de la Electronic Literature Organization, miembro de la Academia Estadounidense de las Artes y las Letras, de la Academia Estadounidense de las Artes y las Ciencias, del PEN Internacional y de otras organizaciones.
Por su innovadora prosa ha recibido, entre otros premios, el Academy Award of the American Academy of Arts and Letters (1976), el National Endowment of the Arts (1985), el Dugannon Foundation’s REA (1987) y el DAAD Fellowship (1990).